# Lycksele
Lycksele (sydsamisk Liksjoe, umesamisk Liksjuo) er en by i Lappland og kommunecenter i Lycksele kommun i Västerbottens län, Sverige.

## Historie
Frem til 1600-tallet var der ingen større bebyggelser i det sydlige Lappland. Området blev benyttet til græsningsområde for rensdyr af skovsamer, men havde ingen fastboende. I takt med at den svenske statsmagt ønskede at styrke sin position, opstod behovet for faste mødesteder. På disse mødesteder blev der opført kirker og markedspladser, hvor samer og handelsmænd kunne møde nybyggerne. Der blev også opkrævet skat herfra.
Lycksele blev i 1607 udvalgt til officiel kirke- og markedsplads i Lappland af Karl 9., og fejrede derfor i 2007 sit 400-årsjubilæum.
I 1926 blev Lycksele handelssted, og blev tilknyttet jernbanen mellem Hällnäs og Storuman. Lycksele fik bystatus i 1946 som det første sted i Lappland. Byen er også blevet kaldt for «Lappstockholm».
Efter jernbanens ankomst udviklede Lycksele sig til en mindre by med småindustri og vigtige offentlige institutioner som sygehus, gymnasium og tingret.
Efter 1970'erne begyndte befolkningstallet at falde, men reduktionen er bremset op takket være en ekspanderende mineindustri.

## Byens inddeling
I Lycksele finder man bydelene Lugnet, Palmsunda, Södermalm, Forsdala, Villaryd, Nydala, Norrmalm, Norräng og Furuvik.

## Transport
Lycksele har egen flyveplads med daglige afgange til Stockholm Arlanda.